# Europese Solidariteit
Europese Solidariteit (Oekraïens: Європейська солідарність, Yevropeis'ka solidarnist, YeS) is een politieke partij in Oekraïne. De partij is centrumrechts, liberaal, conservatief en pro-Europees. De partij vormt echter geen ideologische eenheid. Tussen 2014 en 2019 was Europese Solidariteit de grootste partij in de Verchovna Rada (parlement) en vormde de regering van Oekraïne. Oprichter en partijleider Petro Porosjenko was van 2014 tot 2019 president van Oekraïne

## Geschiedenis
De voorloper van Europese Solidariteit was de fractie Solidariteit binnen de Sociaaldemocratische Partij van Oekraïne (Verenigd) (SDPU(o)) die werd aangevoerd door Petro Porosjenko. Solidariteit werd in 2000 opgericht. Kort na de oprichting ging Solidariteit op in de pro-Russische Partij van de Regio's die het beleid van president Leonid Koetsjma steunde. In 2001 richtte Porosjenko Solidariteit opnieuw op als zelfstandige politieke partij. Bij de verkiezingen van 2002 maakte Solidariteit deel uit van het Blok "Ons Oekraïne" dat 23,5% van de stemmen kreeg. Aan opvolgende verkiezingen nam Solidariteit geen deel en in 2013 werd de partij uit het kiesregister verwijderd.
In 2014 richtte Porosjenko de Nationale Alliantie voor Vrijheid en Oekraïens Patriottisme - "Offensief" op. Onderdeel van deze alliantie was de Al-Oekraïense Unie "Solidariteit", feitelijk een reactivering van de in 2013 beëindigde partij. Porosjenko was kandidaat bij de Oekraïense presidentsverkiezingen 2014 en won deze verkiezingen. Porosjenko werd op 7 juni 2014 geïnaugureerd.
Op 24 augustus 2014 werd de Al-Oekraïense Unie "Solidariteit" omgevormd tot het Blok Petro Porosjenko. Voormalig minister van Binnenlandse Zaken, Joeri Loetsenko, werd gekozen tot partijleider. In aanloop naar de parlementsverkiezingen van oktober 2014 ging het Blok Petro Porosjenko een lijstverbinding aan met de partij Oekraïense Democratische Alliantie voor Hervormingen. Bij de verkiezingen kreeg het Blok 22% van de stemmen wat zich vertaalde in 132 van de 423 zetels in de Verchovna Rada (parlement). Van 2014 tot 2019 was het Blok de voornaamste component van de opvolgende coalitiekabinetten.
Nadat Petro Porosjenko de presidentsverkiezingen van mei 2019 van Volodymyr Zelensky verloor werd de partijnaam gewijzigd in Europese Solidariteit en werd Porosjenko partijleider. Bij de parlementsverkiezingen van juli 2019 leed Europese Solidariteit een gevoelige nederlaag: de partij ging van 132 naar 25 zetels (-107).

## Ideologie
Europese Solidariteit is voornamelijk een pro-Europese partij die streeft naar toetreding van Oekraïne tot de Europese Unie. De partij is centrumrechts en liberaal. De partij is cultureel conservatief een aangesloten bij de Europese Conservatieve en Democratische Alliantie. Europese Solidariteit is echter geen scherp ideologisch geprofileerde partij en probeert naast conservatieve ook progressieve kiezers aan zich te binden.

## Verkiezingsresultaten
| 2014 | 3.437.521 | 21,82 | 132 / 450 |
| 2019 | 1.184.620 | 8,10  | 25 / 450  |